# Chelostoma incertum
Chelostoma incertum är en biart som beskrevs av Pérez 1890. Chelostoma incertum ingår i släktet blomsovarbin, och familjen buksamlarbin. Inga underarter finns listade i Catalogue of Life.